# SMS Elsass
SMS Elsass là chiếc thứ hai trong số năm chiếc thiết giáp hạm tiền-dreadnought thuộc lớp Braunschweig được Hải quân Đế quốc Đức (Kaiserliche Marine) chế tạo vào đầu thế kỷ 20. Nó được đặt lườn vào năm 1901 và đưa ra hoạt động vào năm 1904; tên của nó được đặt theo tiểu bang Elsass, ngày nay là vùng Grand Est của Pháp. Các con tàu chị em với nó là Braunschweig, Hessen, Preussen và Lothringen.
Con tàu đã phục vụ cùng với Hải đội Chiến trận 2 cho Hạm đội Đức sau khi hoàn tất, và khi Chiến tranh Thế giới thứ nhất nổ ra đã được chuyển sang Hải đội Chiến trận 4. Elsass đã hoạt động tại biển Baltic chống lại Hải quân Nga; vào tháng 8 năm 1915 nó đã tham gia trận chiến vịnh Riga trong đó nó đối đầu với thiết giáp hạm Slava. Đến năm 1916, nó được đưa về lực lượng dự bị do thiếu hụt nhân sự, và trải qua phần còn lại của Thế Chiến I như một tàu huấn luyện.
Theo những điều khoản của Hiệp ước Versailles, nó được giữ lại Đức sau khi chiến tranh kết thúc, và được hiện đại hóa trong những năm 1923-1924. Elsass đã phục vụ cùng Hải quân Cộng hòa Đức tái thành lập cho đến năm 1930, khi nó một lần nữa được đưa về lực lượng dự bị. Nó được rút khỏi Đăng bạ Hải quân vào năm 1931, được sử dụng trong một thời gian ngắn như một lườn tàu tại Wilhelmshaven. Cuối cùng nó bị bán cho hãng Norddeutscher Lloyd vào cuối năm 1935 rồi bị tháo dỡ vào năm tiếp theo.

## Thiết kế và chế tạo
Elsass được đặt lườn vào năm 1901 tại xưởng tàu của hãng Schichau-Werke ở Danzig dưới số hiệu chế tạo 97. Là chiếc thứ hai trong lớp, nó được đặt hàng dưới cái tên tạm thời "J" như một đơn vị mới của hạm đội. Con tàu có chi phí tổng cộng 23.983.000 Mác vàng Đức. Elsass được hạ thủy vào ngày 26 tháng 5 năm 1903 và đưa ra hoạt động cùng hạm đội vào ngày 29 tháng 11 năm 1904.
Con tàu có chiều dài chung là 127,7 m (419 ft), mạn thuyền rộng 22,2 m (73 ft) và độ sâu của mớn nước là 8,1 m (27 ft) ở phía trước. Nó được cung cấp động lực bởi ba động cơ hơi nước ba buồng bành trướng đặt dọc dẫn động ba chân vịt. Hơi nước được cung cấp bởi tám nồi hơi kiểu Marine và sáu nồi hơi hình trụ, tất cả được đốt bằng than. Hệ thống động lực của Elsass dự định cung cấp một công suất 16.000 ihp (12.000 kW), cho phép nó đạt được tốc độ tối đa 18 hải lý trên giờ (33 km/h).
Dàn vũ khí của Elsass bao gồm dàn pháo chính có bốn khẩu pháo 28 cm (11 in) SK L/40 bắn nhanh đặt trên hai tháp pháo nòng đôi, một phía trước và một phía sau cấu trúc thượng tầng. Dàn pháo hạng hai của nó bao gồm mười bốn khẩu pháo 17 cm (6,7 in) SK L/40 và mười tám khẩu pháo 8,8 cm (3,5 in) SK L/35 bắn nhanh. Chúng được bổ sung bởi sáu ống phóng ngư lôi 45 cm (18 in), tất cả được bố trí ngầm dưới lườn tàu.

## Lịch sử hoạt động
Khi được đưa ra hoạt động vào tháng 11 năm 1904, Elsass được phân về Đội 4 thuộc Hải đội Chiến trận 2 của Hạm đội Đức cùng với chiếc tàu chị em Braunschweig và chiếc thiết giáp hạm cũ Weissenburg. Hải quân Đức vào năm 1905 bao gồm bốn đội với ba thiết giáp hạm mỗi đội, được phân thành hai đội cho mỗi hải đội; chúng được hỗ trợ bởi một hải đội tuần dương, bao gồm hai tàu tuần dương bọc thép và sáu tàu tuần dương bảo vệ. Đại tá Hải quân (Kapitän zur See) Reinhard Scheer nhận quyền chỉ huy con tàu vào năm 1907; ông sẽ tiếp tục được đề bạt chỉ huy toàn thể Hạm đội Biển khơi Đức trong trận Jutland vào năm 1916 và sau cùng là Tham mưu trưởng Hải quân. Scheer giữ trách nhiệm chỉ huy con tàu trong hai năm.
Vào năm 1909, chiếc thiết giáp hạm cùng với các tàu chị em Hessen và Preussen được chuyển về Đội 3 thuộc Hải đội Chiến trận 2 của Hạm đội Đức. Vào lúc này, họ đã chế tạo thiết giáp hạm đủ để tăng biên chế cho mỗi đội từ ba lên bốn chiếc. Vào tháng 3 năm 1909, một quả mìn đã phát nổ trên tàu trong lúc đang huấn luyện tại Kiel, làm hai thủy thủ thiệt mạng và sáu người khác bị thương.
Sau khi Chiến tranh Thế giới thứ nhất nổ ra vào năm 1914, Elsass được chuyển về Hải đội Chiến trận 4 thuộc Hạm đội Biển khơi Đức, đơn vị dưới sự chỉ huy của Phó đô đốc Ehrhard Schmidt. Vào tháng 7 năm 1915, sau khi bị mất chiếc tàu tuần dương rải mìn Albatross trong biển Baltic, các con tàu thuộc Hải đội Chiến trận 4 được chuyển sang tăng cường cho lực lượng hải quân Đức tại khu vực này. Vào các ngày 11 và 19 tháng 7, các tàu tuần dương Đức dưới sự hỗ trợ của Hải đội Chiến trận 4 đã tiến hành càn quét trong khu vực Baltic, cho dù không đụng độ với bất kỳ lực lượng Nga nào.
Đến tháng 8 năm 1915, Hạm đội Đức dự định quét sạch lực lượng Hải quân Nga khỏi vịnh Riga nhằm giúp đỡ cho Lục quân Đức tiến quân đến thành phố này. Hải đội Chiến trận 4, được sự tham gia của Hải đội Chiến trận 1 bao gồm tám thiết giáp hạm thuộc các lớp Nassau và Helgoland của Hạm đội Biển khơi, cùng ba tàu chiến-tuần dương và một loạt các tàu chiến nhỏ khác. Đơn vị đặc nhiệm này được đặt dưới quyền Phó đô đốc Franz von Hipper, cho dù quyền chỉ huy tác chiến vẫn thuộc về Phó đô đốc Schmidt. Sáng ngày 8 tháng 8, phía Đức thực hiện cuộc tiến quân đầu tiên vào khu vực vịnh; Elsass và Braunschweig được giao nhiệm vụ đối đầu với chiếc thiết giáp hạm tiền-dreadnought Nga Slava, ngăn cản nó can thiệp hoạt động của các tàu quét mìn Đức. Tuy nhiên, khi mọi việc trở nên rõ ràng là không thể quét sạch các bãi mìn trước khi trời tối, Schmidt hủy bỏ hoạt động. Một cố gắng thứ hai được tiến hành vào ngày 16 tháng 8; lần này Elsass ở lại phía ngoài vịnh trong khi các thiết giáp hạm dreadnought Nassau và Posen đảm trách vai trò đối phó với Slava. Đến ngày 19 tháng 8, các bãi mìn Nga được quét sạch và chi hạm đội Đức tiến vào vịnh. Tuy nhiên, các báo cáo về hoạt động của tàu ngầm Đồng Minh trong khu vực đã buộc phía Đức hủy bỏ chiến dịch vào ngày hôm sau.
Đến năm 1916, do thiếu hụt nhân sự, các con tàu thuộc Hải đội 4 được cho xuất biên chế. Vào ngày 25 tháng 7 năm 1916, Elsass trở thành một tàu thực tập, đồng thời là một trại lính nổi tại Kiel. Sau khi chiến tranh kết thúc, Hiệp ước Versailles, vốn thỏa thuận nhằm kết thúc cuộc xung đột, đã quy định Đức được phép giữ lại sáu thiết giáp hạm thuộc các "kiểu Deutschland hoặc Lothringen". Elsass được chọn giữ lại để sử dụng như một tàu huấn luyện cho Hải quân Đức được tổ chức mới.
Vào năm 1923, con tàu được đại tu. Elsass được đưa vào ụ tàu của hãng Kriegsmarinewerft ở Wilhelmshaven, nơi tháp chỉ huy của nó được tái cấu trúc; công việc kéo dài cho đến năm 1924. Nó cùng với Braunschweig và thiết giáp hạm Schlesien thuộc lớp Deutschland được phân về Trạm Bắc Hải. Elsass phục vụ cùng hạm đội cho đến năm 1930 khi nó được rút khỏi hoạt động thường trực vào ngày 25 tháng 2 năm 1930 để đưa về lực lượng dự bị. Con tàu được rút khỏi Đăng bạ Hải quân vào ngày 31 tháng 3 năm 1931 và tiếp tục được sử dụng như một lườn tàu tại Wilhelmshaven cho đến năm 1935. Hải quân Đức bán chiếc thiết giáp hạm cũ cho hãng Technischer Betrieb des Norddeutscher Lloyd vào ngày 31 tháng 10, và Elsass được tháo dỡ vào năm tiếp theo.